# S/2003 J 9
S/2003 J 9 er en af planeten Jupiters måner: Den blev opdaget 6. februar 2003 af et hold astronomer fra Hawaiis Universitet under ledelse af Scott S. Sheppard. Den Internationale Astronomiske Union har endnu ikke formelt vedtaget noget navn for denne måne, men jupitermåner der som S/2003 J 9 har retrograd omløb, dvs. kredser den "gale vej" rundt om Jupiter, får konsekvent navne der ender på bogstavet e.
S/2003 J 9 udgør sammen med 16 andre Jupiter-måner den såkaldte Carme-gruppe, som har næsten ens omløbsbaner omkring Jupiter. Gruppen har navn efter Carme, som er et af dens medlemmer.
| Naturvidenskab | Spire Denne naturvidenskabsartikel er en spire som bør udbygges. Du er velkommen til at hjælpe Wikipedia ved at udvide den. |